# Lisbeth Salander
Lisbeth Salander est l’une des héroïnes de la série de romans policiers Millénium de l'écrivain suédois Stieg Larsson parue en Suède dès 2005. La série est ensuite prolongée par David Lagercrantz.

## Apparence physique
Elle a un physique frêle (1,50 m pour 42 kg) et ressemble à une adolescente (bien qu'elle ait entre 25 et 27 ans). Assez maigre, elle n'a pas de poitrine, elle a un teint très pâle, les cheveux courts et noirs (mais ses cheveux sont naturellement roux) ainsi que de nombreux tatouages et piercings (dont le tatouage d'un dragon couvrant une grande partie de son dos, une guêpe à la base du cou et un piercing au septum nasal).
Malgré son apparence, elle a une force et une résistance physique étonnantes, probablement un trait génétique lui venant de son père puisque son demi-frère a aussi une force et une résistance incroyables, mais contrairement à lui qui est très lent, elle a une vitesse de frappe et d'esquive qui stupéfie même les boxeurs professionnels. Elle a d'ailleurs pratiqué la boxe pendant de nombreuses années durant lesquelles elle servait de sparring-partner au champion Paolo Roberto (sv) (qui existe vraiment et joue son propre rôle dans le film).
Sa tenue vestimentaire se rapproche du style gothique.
Au fil de la trilogie, Lisbeth se fera enlever quelques-uns de ses tatouages, notamment la guêpe qu'elle avait dans le cou, et se fera poser des implants mammaires.
Elle fume énormément, de préférence des cigarettes blondes filtre.

## Profil psychologique
À cause de son enfance traumatique, Lisbeth est une jeune femme introvertie, asociale, et a des difficultés à se faire des amis.
Elle est particulièrement hostile aux hommes qui maltraitent les femmes et les punit lorsque cela est possible.
Holger Palmgren, son premier tuteur, seule personne à qui elle s'est un peu confiée, pense qu'elle pourrait présenter un syndrome d'Asperger mais c'est une hypothèse personnelle non confirmée par des professionnels. On peut noter qu'elle ne correspond pas tout à fait au syndrome type[réf. nécessaire] et que, de plus, l'explication possible de son comportement est connue.
Elle a un lourd passé en hôpital psychiatrique. Considérée comme « majeure incapable », elle est mise sous tutelle. Mais cela est dû à une manipulation des services secrets. Pendant son enfance, elle n'a jamais pu se faire entendre des adultes et encore moins des autorités policières ou judiciaires. Gagner sa confiance exige beaucoup de temps et de patience.
Lisbeth est bisexuelle, au fil de la série, elle entretient des relations sexuelles avec des hommes, comme Mikael Blomkvist, et aussi avec des femmes comme Miriam Wu, qui est aussi une de ses rares amies.

## Profil intellectuel
- Elle a une intelligence exceptionnelle et une mémoire photographique sans défaut.
- Elle apprend les mathématiques jusqu'à un très haut niveau en autodidacte et parvient à résoudre le « théorème de Fermat » en trois semaines. Malheureusement, elle oublie cette solution après avoir reçu une balle dans la tête.

## Profil professionnel
Lisbeth est une black hat, une hackeuse qui pénètre par effraction dans les systèmes et les réseaux informatiques. Sous le pseudonyme de « Wasp » (guêpe), elle est une figure légendaire dans la communauté internationale des hackers. Elle utilise ses talents pour gagner sa vie, notamment en tant que collaboratrice de l’entreprise Milton Security, pour laquelle elle pirate des systèmes informatiques afin d’obtenir des renseignements détaillés sur des personnes. Son patron, Dragan Armanskij, la considère comme la meilleure enquêtrice qu'il connaisse.
Elle manipule les informations personnelles, publiques, policières, judiciaires, bancaires. Pour cette activité elle a créé Asphyxia, un logiciel qui remplace discrètement l'explorateur internet dans un ordinateur cible (celui qu'elle souhaite espionner). Une fois le remplacement effectué, Asphyxia crée une image du disque dur de l'ordinateur sur un serveur distant. Cette image permet d'avoir accès en temps réel à tous les documents de l'ordinateur espionné. C'est ainsi qu'elle communique avec Mikael Blomkvist dans le tome deux.
Sa mémoire photographique l’aide beaucoup dans ses investigations.
Elle dispose de faux passeports et n’hésite pas à se déguiser pour échapper à la vigilance des autres. Son personnage préféré est Irene Nesser, une Norvégienne dont le passeport authentique est parvenu à Lisbeth par l'intermédiaire de Plague, son collègue hacker.
Pour dérober l'argent de Wennerström, elle utilise le passeport d'Irene Nesser conjointement avec celui d'une Anglaise, Veronica Sholes.
Elle se procure d'abord les codes du compte secret de Wennerström aux îles Caïmans. Elle se rend à Zurich déguisée en Irene Nesser. Là, elle se change alternativement en Veronica ou en Irene pour passer dans différentes banques, tout en lançant des opérations via Internet pour faire transiter l'argent dans des comptes de sociétés bidons un peu partout dans le monde, lui permettant ainsi de transférer 260 millions de dollars sur une trentaine de comptes numérotés et un million sur un compte au nom de Wasp Entreprise à Gibraltar pour alimenter sa carte de crédit, causant indirectement la mort de Wennerström, l'argent détourné venant de transactions douteuses.
Europol diffuse le signalement de Veronica, établi à partir d'une caméra de surveillance à laquelle Lisbeth a bien pris soin de se montrer (citation du livre : « Une femme de petite taille avec une coupe au carré, une large bouche, une poitrine généreuse, des vêtements de marque et des bijoux en or. »), mais elle s'est débarrassée du passeport et du déguisement entre les aéroports de Zurich et d'Oslo.

## Biographie
Lisbeth Salander est née le 30 avril 1978. Sa mère s’appelle Anieta Sophia Salander, née Sjölander. Son père, Alexander Zalachenko, est un agent du service soviétique de renseignement militaire ayant fui le régime communiste ; il est protégé par une unité parallèle de la SÄPO, la Section, qui a exploité les informations de Zalachenko pendant la fin de la guerre froide et étouffé toutes les affaires criminelles auxquelles il s'est livré par la suite à travers l'Europe. Plus tard, Zalachenko révèlera à Lisbeth qu’elle a quatre demi-frères et trois demi-sœurs à travers l’Europe. Zalachenko a pendant de longues années abusé physiquement et psychologiquement de la mère de Lisbeth, mais n’a jamais été puni.
À 12 ans, après que son père eut battu sa mère jusqu'au coma, Lisbeth lui jette de l'essence par la fenêtre de sa voiture et y met le feu, le brûlant à 80 %. Pour la faire taire, la SÄPO la fait interner dans un hôpital psychiatrique à Uppsala, la fait déclarer mentalement déficiente et la place sous la surveillance du Dr Peter Teleborian, qui collabore avec la SÄPO.
Après quelques années passées à l’hôpital St-Stefan, elle est finalement libérée, mais probablement toujours via l'action des services secrets, le tribunal la juge légalement incompétente et la met sous la tutelle d’Holger Palmgren, qui est la première personne à lui manifester de l'attention et à ne pas la considérer comme incapable. Après un accident vasculaire cérébral, Palmgren est remplacé par Nils Bjurman, un homme sadique qui abusera sexuellement de Lisbeth plusieurs fois. Un jour, Lisbeth place une mini caméra dans sa sacoche et le filme en train de la violer. Quelques jours plus tard, elle entre chez lui, le paralyse à l’aide d’un taser, l’attache, le torture puis lui tatoue sur le ventre la phrase « Je suis un porc sadique, un pervers et un violeur ». Elle le force à écrire des rapports positifs sur elle, et à transmettre au tribunal une demande d'annulation de la tutelle, sous la menace de publier sur Internet le film de son viol. Il accepte mais jure de se venger. Il tente de l'abattre par arme à feu dans le tome 2 de la série Millénium mais finit victime de celle-là même qu'il comptait utiliser.
Lisbeth Salander se retrouve suspectée du meurtre de Bjürman, mais aussi de Dag Svennson et sa compagne, qui collaboraient avec Millénium pour révéler l'étendue du trafic de femmes en Suède. Elle avait contacté les journalistes, intéressée par l'histoire, mais l'enquête avait révélé l'implication de Zalachenko. En piratant les ordinateurs de Bjürman et de la police, elle va peu à peu remonter la piste du réseau et retrouver Zalachenko, alors qu'une campagne de presse hostile commence contre elle, révélant sous un angle sordide son passé psychiatrique et sa vie sexuelle. Elle retrouve Zalachenko, gardé par son demi-frère Ronald Niedermann, colosse insensible à la douleur, et échappe à la mort quand une balle de petit calibre l'atteint à la tête. Elle sort de sa tombe de fortune pour se venger et blesser Zalachenko d'un coup de hache à la jambe avant d'être retrouvée par Blomkvist.
Dans le tome 3, Lisbeth survit à l'opération d'extraction de la balle dans la tête et semble avoir conservé toutes ses capacités intellectuelles. La Section organise alors une nouvelle campagne pour garder le secret de Zalachenko, qui est abattu, et saper le procès contre Salander en manipulant le procureur Ekström. Blomkvist s'arrange alors pour lui faire parvenir un ordinateur grâce auquel elle va prévenir toutes les opérations de la Section et préparer sa défense pour son avocate, Annika Giannini, sœur de Blomkvist et spécialiste du droit des femmes. Elle reste plus de deux mois à l'hôpital avant d'être arrêtée avant son procès. Lors de l'audience, Annika parvient à totalement prendre l’ascendant sur le Dr Teleborian en prouvant ses mensonges et révélant en partie l'ampleur des exactions de la Section. Lisbeth ressort innocentée de tous les chefs d'accusation et libérée de sa tutelle.
Dans le tome 4, Lisbeth est contactée par Frans Balder pour découvrir qui a piraté les serveurs de son ancien employeur, la compagnie américaine Solifon, pour voler ses schémas d'ordinateur quantique. Elle va ainsi démasquer la Spider Company avec l'aide de Solifon et de la CIA. Quand Balder est tué, elle recueille son fils autiste, August, avec qui elle fuit les assassins de son père. Lisbeth finira par découvrir que la Spider Company est menée par Camilla, sa sœur jumelle qui lui voue une haine réciproque. Lisbeth révélera les activités de la Spider Company dans un article exclusif à Millénium et arrangera la fuite d'August et sa mère en Allemagne, loin de son compagnon violent.
Dans le tome 5, Lisbeth purge une peine de prison légère pour l'enlèvement d'August. Quand son ancien tuteur, Holger Palmgren, meurt assassiné après avoir découvert dans les dossiers d'enfance de Lisbeth l'existence d'une étude pseudo-scientifique sur les jumeaux, elle cherchera un moyen de communiquer avec l'extérieur, choisissant de rester dans le pénitencier pour protéger une détenue musulmane visée par des néo-nazies.

## Les films
Lisbeth Salander est incarnée par Noomi Rapace dans la trilogie Millénium (2009), Millénium 2 : La Fille qui rêvait d'un bidon d'essence et d'une allumette (2009) et Millénium 3 : La Reine dans le palais des courants d'air (2009). Tehilla Blad (sv) y incarne Lisbeth enfant.
Rooney Mara reprend le rôle dans Millénium : Les Hommes qui n'aimaient pas les femmes (The Girl with the Dragon Tattoo), adaptation cinématographique de David Fincher sortie en 2012.
Le 4e tome est lui aussi adapté dans un film réalisé par Fede Alvarez avec l'actrice britannique Claire Foy dans le rôle de Lisbeth. Le film est sorti en 2018.

## Œuvres où le personnage apparaît

### Romans
- 2005 : Les Hommes qui n'aimaient pas les femmes (Män som hatar kvinnor) de Stieg Larsson
- 2005 : La Fille qui rêvait d'un bidon d'essence et d'une allumette (Flickan som lekte med elden) de Stieg Larsson
- 2005 : La Reine dans le palais des courants d'air (Luftslottet som sprängdes) de Stieg Larsson
- 2015 : Ce qui ne me tue pas (Det som inte dödar oss) de David Lagercrantz
- 2017 : La Fille qui rendait coup pour coup (Mannen Som Sökte Sin Skugga) de David Lagercrantz
- 2019 : La Fille qui devait mourir (Hon som måste dö) de David Lagercrantz
- 2022 : La Fille dans les serres de l'aigle (Havsörnens skrik) de Karin Smirnoff
- 2024 : La Fille dans les griffes du lynx (Lokattens klor) de Karin Smirnoff

### Cinéma
- 2009 : Millénium (Män som hatar kvinnor) de Niels Arden Oplev, avec Noomi Rapace
- 2009 : Millénium 2 : La Fille qui rêvait d'un bidon d'essence et d'une allumette (Flickan som lekte med elden) de Daniel Alfredson, avec Noomi Rapace
- 2009 : Millénium 3 : La Reine dans le palais des courants d'air (Luftslottet som sprängdes) de Daniel Alfredson, avec Noomi Rapace
- 2011 : Millénium : Les Hommes qui n'aimaient pas les femmes (The Girl with the Dragon Tattoo) de David Fincher, avec Rooney Mara
- 2018 : Millénium : Ce qui ne me tue pas (The Girl in the Spider's Web) de Fede Alvarez, avec Claire Foy

### Série télévisée
- 2010 : Millenium (Millennium), avec Noomi Rapace

La version réalisée pour la télévision reprend en réalité les trois premiers films et contient environ 2 heures de scènes supplémentaires par rapport à la version cinéma.